# Циммерман, Михаил Артурович
Михаил Артурович Циммерман (1887, Кутаиси — 1935, Брно) — русский юрист.

## Биография
По окончании в 1912 году юридического факультета Петербургского университета был оставлен для приготовления к профессорскому званию. В дореволюционной период был постоянным сотрудником «Известий МИД», опубликовал 28 рецензий и заметок об иностранных сочинениях. Участвовал в Первой мировой войне, был пленён, некоторое время провёл в Германии.
В 1918—1920 годах состоял офицером Добровольческой армии, в 1921 году вместе с ней эвакуировался в Константинополь, где состоял секретарём Русской академической группы в Константинополе. В 1921 году через Югославию попал в Прагу. На русском юридическом факультете состоял приват-доцентом, а с 1926 года после защиты магистерской диссертации «Вмешательство и признание в международном праве», профессором.
Он также работал в 1928 году в свободной школе политических наук и в Русском свободном университете в Праге, где Циммерман был секретарём. Им же руководились семинары по изучению современной международной жизни и международного права, а также кружком по изучению международных отношений.
М. А. Циммерман принимал активное участие в работе Русского исторического общества в Праге, выступал с научными сообщениями, докладами, делал обзоры литературы и т. д. Парижская газета «Возрождение» от 4 ноября 1925 года сообщала: «Последние заседания Русского исторического общества в Праге были посвящены двум очень интересным докладам. Приват-доцент М. А. Циммерман на основании недавно опубликованных документов сопоставил задачи, которые были положены в основу „Священного Союза“ с планами и мечтаниями создателя Лиги Наций — Вудро Вильсона».
В 1929 году М. А. Циммерман оставил Русский юридический факультет, будучи избранным заведующим кафедрой международного права в Брно. Там же и скончался в 1935 году. Вышедшая в 1996 году в Праге на чешском языке в трёх частях энциклопедия «Труды русской, украинской и белорусской эмиграции, изданные в Чехословакии в 1918—1945 годах (Библиография с библиографическими данными об авторах)» содержит перечень его 9 книг, опубликованных на чешском и словацком языках в Праге, Брно и Братиславе. Все они посвящены международному праву, преимущественно его общей части и истории. Он также откликался с точки зрения международного права на международные события его времени.
В историю международно-правовой науки русского зарубежья М. А. Циммерман вошёл как плодовитый автор, написавший большое количество объёмных книг, учебников, монографий, статей и рецензий.

## Сочинения
- «Очерки нового международного права. Пособие к лекциям» (Прага: изд-во Русская юридическая секция, 1922);
- "Очерки нового международного права. Пособие к лекциям (Прага, 1923);
- «История международного права с древнейших времён до 1918 года» https://dlib.rsl.ru/0100537883;